# Патрік Кюбене
Патрік Кюбене (фр. Patrick Cubaynes, нар. 6 травня 1960, Нім) — французький футболіст, що грав на позиції нападника.
Виступав, зокрема, за клуб «Нім-Олімпік», а також олімпійську збірну Франції.

## Клубна кар'єра
У дорослому футболі дебютував 1979 року виступами за команду «Нім-Олімпік», у якій провів шість сезонів, взявши участь у 133 матчах чемпіонату. Більшість часу, проведеного у складі «Нім-Олімпіка», був основним гравцем атакувальної ланки команди. У складі «Нім-Олімпіка» був одним з головних бомбардирів команди, маючи середню результативність на рівні 0,55 гола за гру першості.
Згодом з 1985 по 1991 рік грав у складі команд «Бастія», «Страсбур», «Марсель», «Монпельє» та «Авіньйон».
Завершив ігрову кар'єру у команді «По», за яку виступав протягом 1991—1992 років.

## Виступи за збірну
У 1984 році захищав кольори олімпійської збірної Франції. У складі збірної — учасник футбольного турніру на Олімпійських іграх 1984 року у Лос-Анджелесі, де французи здобули олімпійське «золото», проте сам Кюбене на поле не виходив.